# Invariância de medição
A invariância de medição ou equivalência de medição é uma propriedade estatística de medição que indica que o mesmo construto está sendo medido em alguns grupos específicos.  Por exemplo, a invariância de medição pode ser usada para estudar se uma determinada medida é interpretada de maneira conceitualmente semelhante por respondentes que representam gêneros ou origens culturais diferentes. Violações da invariância de medição podem impedir a interpretação significativa dos dados de medição. Os testes de invariância de medição são cada vez mais usados em campos como a psicologia para complementar a avaliação da qualidade da medição enraizada na teoria clássica do teste.
A invariância de medição é frequentemente testada na estrutura da análise fatorial confirmatória (AFC) de grupos múltiplos.  No contexto de modelos de equações estruturais, incluindo AFC, a invariância de medição é freqüentemente chamada de invariância fatorial. 

## Definição
No modelo de fator comum, a invariância de medição pode ser definida como a seguinte igualdade:
{\displaystyle f({\textit {Y}}\mid {\boldsymbol {\eta }},{\textbf {s}})=f({\textit {Y}}\mid {\boldsymbol {\eta }})}
onde {\displaystyle f(\cdot )} é uma função de distribuição, {\displaystyle {\textit {Y}}} é uma pontuação observada, {\displaystyle {\boldsymbol {\eta }}} é uma pontuação de fator, e s denota associação a um grupo. Portanto, a invariância de medição implica que, dada a pontuação do fator de um sujeito, sua pontuação observada não depende de sua associação ao grupo. 

## Níveis de Equivalência
A equivalência também pode ser categorizada de acordo com três níveis hierárquicos de equivalência de medição.  
1. Equivalência de configuração: A estrutura fatorial é a mesma entre os grupos em uma análise fatorial confirmatória multigrupo.
2. Equivalência métrica: as cargas dos fatores são semelhantes entre os grupos. [5]
3. Equivalência escalar: Valores/médias também são equivalentes entre os grupos. [5]